# David W. Greenfield
David Wayne Greenfield (* 21. April 1940 in Carmel, Kalifornien) ist ein US-amerikanischer Ichthyologe, Meeresbiologe, Ökologe, Zoogeograph und Hochschullehrer.

## Leben
Greenfield erwarb 1962 den Bachelor of Arts an der Humboldt State University in Arcata, Kalifornien. 1966 wurde er mit der Dissertation Systematics and zoogeography of Myripristis Cuvier (Pisces: Holocentridae) in Fischereiwesen an der University of Washington in Seattle zum Ph.D. promoviert. Von 1966 bis 1970 war er wissenschaftlicher Mitarbeiter am Field Museum of Natural History in Chicago und Assistant Professor an der California State University, Fullerton. 1971 heiratete er Teresa Arámbula Greenfield, von 1991 bis 2000 Professorin für Frauenforschung und -bildung an der University of Hawaiʻi at Mānoa, mit der er ein Kind hat. Von 1970 bis 1977 war er außerordentlicher Professor und von 1977 bis 1984 ordentlicher Professor für Biowissenschaften an der Northern Illinois University in DeKalb. Von 1984 bis 1987 war er Professor für Biologie an der University of Colorado Denver und von 1987 bis 2003 Professor in Zoologie an der University of Hawaiʻi at Mānoa. Ab 1995 war er auch Dekan des Graduiertenkollegs der University of Hawaiʻi at Mānoa. 2003 ging er als emeritierter Professor in den Ruhestand, ist aber weiterhin als wissenschaftlicher Mitarbeiter an der California Academy of Sciences tätig.
Greenfields Forschungsschwerpunkte sind die Systematik der Korallenriff-Fische, die Zoogeographie der Meeres- und Süßwasserfische sowie die Systematik der Fische von Belize und Fidschi. Von 1972 bis 1981 führte er Studien zur Korallenriff-Biologie am Tropical Studies Center in Belize durch.
Greenfield veröffentlichte über 150 wissenschaftliche Arbeiten, darunter befinden sich die Erstbeschreibungen zu 137 Fischarten, wie Poecilia teresae aus der Familie der Lebendgebärenden Zahnkarpfen (Poeciliidae) und Eviota teresae aus der Familie der Grundeln, die er beide seiner Frau widmete. 1997 erschien Greenfields Buch Fishes of the continental waters of Belize.

## Dedikationsnamen
Greenfield wird in den Epitheta der Arten Acanthemblemaria greenfieldi Smith-Vaniz & Palacio, 1974, Dermatopsis greenfieldi Møller & Schwarzhans, 2006, Microbrotula greenfieldi Anderson, 2007, Myripristis greenfieldi Randall & Yamakawa, 1996 und Starksia greenfieldi Baldwin & Castillo, 2011 gewürdigt. Die Art Sanopus greenfieldorum Collette, 1983 ist nach ihm und seiner Frau benannt.

## Erstbeschreibungen von David W. Greenfield
- Allenbatrachus Greenfield, 1997
- Allenbatrachus meridionalis Greenfield & Smith, 2004
- Anchoa belizensis (Thomerson & Greenfield, 1975)
- Anchovia landivarensis Greenfield & Greenfield, 1975
- Apogon indicus Greenfield, 2001
- Apogon kautamea Greenfield & Randall, 2004
- Apogon marquesensis Greenfield, 2001
- Apogon rubrifuscus Greenfield & Randall, 2004
- Apogon seminigracaudus Greenfield, 2007
- Apogon susanae Greenfield, 2001
- Austrobatrachus iselesele Greenfield, 2012
- Azurina meridiana (Greenfield & Woods, 1980)
- Barchatus indicus Greenfield, 2014
- Bifax Greenfield, Mee & Randall, 1994
- Bifax lacinia Greenfield, Mee & Randall, 1994
- Brotula flaviviridis Greenfield, 2005
- Cabillus caudimacula Greenfield & Randall, 2004
- Chromis alta Greenfield & Woods, 1980
- Chromis limbaughi Greenfield & Woods, 1980
- Chromis randalli Greenfield & Hensley, 1970
- Chrysiptera rapanui (Greenfield & Hensley, 1970)
- Colletteichthys Greenfield, 2006
- Colletteichthys flavipinnis Greenfield, Bineesh & Akhilesh, 2012
- Colletteichthys occidentalis Greenfield, 2012
- Cryptocentrus nanus Greenfield & Allen, 2018
- Emblemaria hyltoni Johnson & Greenfield, 1976
- Emblemariopsis pricei Greenfield, 1975
- Eviota algida Greenfield & Algida, 2014
- Eviota amphipora Greenfield & Erdmann, 2020
- Eviota ancora Greenfield & Suzuki, 2011
- Eviota angustifascia Greenfield & Erdmann, 2020
- Eviota aquila Greenfield & Jewett, 2014
- Eviota asymbasia Greenfield & Jewett, 2016
- Eviota atriventris Greenfield & Suzuki, 2012
- Eviota bilunula Greenfield & Suzuki, 2016
- Eviota bipunctata Greenfield & Jewett, 2016
- Eviota brahmi Greenfield & Tornabene, 2014
- Eviota dalyi Greenfield & Gordon, 2019
- Eviota dorsogilva Greenfield & Randall, 2011
- Eviota dorsopurpurea Greenfield & Randall, 2011
- Eviota epistigmata Greenfield & Jewett, 2014
- Eviota erdmanni Tornabene & Greenfield, 2016
- Eviota eyreae Greenfield & Randall, 2016
- Eviota fallax Greenfield & Allen, 2012
- Eviota filamentosa Suzuki & Greenfield, 2014
- Eviota flaviarma Greenfield & Erdmann, 2021
- Eviota flavipinnata Suzuki, Greenfield & Motomura, 2015
- Eviota flebilis Greenfield, Suzuki & Shibukawa, 2014
- Eviota fluctiphila Greenfield, Erdmann & Mambrasar, 2022
- Eviota geminata Greenfield & Bogorodsky, 2014
- Eviota gunawanae Greenfield, Tornabene & Erdmann, 2019
- Eviota imitata Greenfield, Tornabene & Erdmann, 2017
- Eviota jewettae Greenfield & Winterbottom, 2012
- Eviota karaspila Greenfield & Randall, 2010
- Eviota lateritea Greenfield & Winterbottom, 2016
- Eviota lentiginosa Greenfield & Randall, 2017
- Eviota longirostris Tornabene, Greenfield & Erdmann, 2021
- Eviota maculibotella Greenfield & Winterbottom, 2016
- Eviota maculosa Greenfield, Tornabene & Erdmann, 2018
- Eviota marerubrum Tornabene, Greenfield & Erdmann, 2021
- Eviota marteynae Greenfield & Erdmann, 2020
- Eviota melanosphena Greenfield & Jewett, 2016
- Eviota mimica Greenfield & Randall, 2016
- Eviota minuta Greenfield & Jewett, 2014
- Eviota nigramembrana Greenfield & Suzuki, 2013
- Eviota nigrispina Greenfield & Suzuki, 2010
- Eviota notata Greenfield & Jewett, 2012
- Eviota occasa Greenfield, Winterbottom & Suzuki, 2014
- Eviota oculineata Tornabene, Greenfield & Erdmann, 2021
- Eviota oculopiperita Greenfield & Bogorodsky, 2014
- Eviota pictifacies Greenfield & Erdmann, 2017
- Eviota pinocchioi Greenfield & Winterbottom, 2012
- Eviota piperata Greenfield & Winterbottom, 2014
- Eviota pseudaprica Winterbottom & Greenfield, 2020
- Eviota pseudozebrina Tornabene, Greenfield & Erdmann, 2021
- Eviota randalli Greenfield, 2009
- Eviota richardi Greenfield & Randall, 2016
- Eviota rubra Greenfield & Randall, 1999
- Eviota rubriceps Greenfield & Jewett, 2011
- Eviota rubriguttata Greenfield & Suzuki, 2011
- Eviota rubrimaculata Suzuki, Greenfield & Motomura, 2015
- Eviota rubrisparsa Greenfield & Randall, 2010
- Eviota santanai Greenfield & Erdmann, 2013
- Eviota shibukawai Suzuki & Greenfield, 2014
- Eviota shimadai Greenfield & Randall, 2010
- Eviota singula Greenfield & Winterbottom, 2016
- Eviota sodwanaensis Greenfield & Winterbottom, 2016
- Eviota specca Greenfield, Suzuki & Shibukawa, 2014
- Eviota springeri Greenfield & Jewett, 2012
- Eviota susanae Greenfield & Randall, 1999
- Eviota taeiae Erdmann, Greenfield & Tornabene, 2023
- Eviota teresae Greenfield & Randall, 2016
- Eviota tetha Greenfield & Erdmann, 2014
- Eviota thamani Greenfield & Randall, 2016
- Eviota tigrina Greenfield & Randall, 2008
- Eviota toshiyuki Greenfield & Randall, 2010
- Eviota winterbottomi Greenfield & Randall, 2010
- Gambusia xanthosoma Greenfield, 1983
- Gnatholepis gymnocara Randall & Greenfield, 2001
- Gnatholepis pascuensis Randall & Greenfield, 2001
- Gorgasia thamani Greenfield & Niesz, 2004
- Halophryne hutchinsi Greenfield, 1998
- Halophryninae Greenfield, Winterbottom & Collette, 2008
- Lythrypnus brasiliensis Greenfield, 1988
- Myersina balteata Greenfield & Randall, 2018
- Myripristis aulacodes Randall & Greenfield, 1996
- Myripristis formosa Randall & Greenfield, 1996
- Myripristis gildi Greenfield, 1965
- Myripristis randalli Greenfield, 1974
- Myripristis robusta Randall & Greenfield, 1996
- Myripristis tiki Greenfield, 1974
- Myripristis woodsi Greenfield, 1974
- Ostichthys convexus Greenfield, Randall & Psomadakis, 2017
- Ostichthys daniela Greenfield, Randall & Psomadakis, 2017
- Paedovaricus imswe (Greenfield, 1981)
- Palatogobius grandoculus Greenfield, 2002
- Perulibatrachus aquilonarius Greenfield, 2005
- Perulibatrachus kilburni Greenfield, 1996
- Pleurosicya larsonae Greenfield & Randall, 2004
- Poecilia teresae Greenfield, 1990
- Priolepis dawsoni Greenfield, 1989
- Psilotris boehlkei Greenfield, 1993
- Psilotris kaufmani Greenfield, Findley & Johnson, 1993
- Scorpaena lacrimata Randall & Greenfield, 2004
- Scorpaenodes quadrispinosus Greenfield & Matsuura, 2002
- Scorpaenopsis eschmeyeri Randall & Greenfield, 2004
- Starksia occidentalis Greenfield, 1979
- Starksia variabilis Greenfield, 1979
- Sueviota minersorum Greenfield, Erdmann & Utama, 2019
- Sueviota pyrios Greenfield & Randall, 2017
- Tomiyamichthys reticulatus Greenfield, 2017
- Trachelyichthys exilis Greenfield & Glodek, 1977
- Vanderhorstia bella Greenfield & Longenecker, 2005
- Vladichthys Greenfield, 2006
- Vladichthys gloverensis (Greenfield & Greenfield, 1973)
- Zoramia flebila Greenfield, Langston & Randall, 2005
- Zoramia viridiventer Greenfield, Langston & Randall, 2005